# Сахара
 Тази статия е за пустинята.  За групата вижте Сахара (група).  
Сахара (на арабски: الصحراء الكبرى, Ес-Сахра-ел-Кубра; на френски: Sahara) е най-голямата гореща и третата по площ пустиня в света (след Антарктика и Арктика), разположена в Северна Африка на територията на Мавритания, Мароко, Алжир, Тунис, Либия, Египет, Судан, Чад, Нигер, Западна Сахара и Мали.
Името ѝ идва от арабската дума за пустиня – صحراء (as-ṣaḥrā). Простира се в почти цяла Северна Африка и заема повече от 1/4 от африканския континент. Сахара граничи на запад с Атлантическия океан, на север с Атласките планини и Средиземно море, на изток с Червено море и на юг с природната област Сахел – полуариден регион, който образува преходна зона между Сахара на север и поясът на влажните савани на юг. Размерите ѝ са приблизително от 4500 до 5500 km от запад на изток и между 1290 и 2000 km от север на юг. Границите на пустинята се определят различно: по изохиетите 100 и 200mm годишна сума на валежите; по границите на плододаването на финиковите палми на север и по други ботанически признаци на юг. Някои изследователи считат за източна граница на Сахара долината на река Нил. във връзка с тези фактори Сахара заема площ около 9 200 000 km²; действителната площ варира от 8 600 000 до 9 400 000 km², тъй като пустинята се разширява и свива във времето. Сахара непрекъснато се увеличава – всяка година пустинята се разширява на юг с 6 – 10 km. 
Около 1,5 млн. души обитават пясъчната повърхност, като най-много от тях са в Мавритания, Мароко и Алжир. Най-големият град, който е разположен в Сахара, е Нуакшот – столицата на Мавритания.

## География
Сахара се простира от Атлантическия океан на запад, Атласките планини и Средиземно море на север, Червено море и Египет на изток и областта Судан и долината на река Нигер на юг.
Пустинята Сахара се простира на територията на 11 държави:
- Алжир
- Египет
- Западна Сахара
- Либия
- Мавритания
- Мали
- Мароко
- Нигер
- Судан
- Тунис
- Чад

Сахара се разделя на много области: Тенере, Голям западен ерг, Голям източен ерг, Танезруфт, Хамада ал Хамра, Ерг Игиди, Ерг Шеш, Арабска пустиня, Либийска пустиня, Нубийска пустиня. 1/4 от пустинята е с планински масиви, чийто най-висок връх е Еми Куси с височина 3415 m в Чад. Някои от високите върхове дори през лятото са покрити със сняг, което е доста любопитен факт, тъй като в Сахара е непрекъсната горещина.

## Климат
Климатът на Сахара невинаги е бил толкова сух, колкото е днес. Изследвания, направени въз основа на откритите фосили, показват, че този регион е имал влажен климат и тук е расла буйна растителност. В края на последния ледников период, преди около 8000 години, в пустинята често има дъждове, но днес тя е едно от най-сухите места на света. Валежите в областта се изчисляват само на около 20 mm годишно. Дневната температурна амплитуда е около 35 °С, докато сезонната амплитуда достига до 56,5 °С. Температурата на пясъка в пустинята може да достигне до 81 °С. Най-високата температура на света е 58 °С, е измерена в оазиса Ал Азизи в Либия през 1922 г.
В Сахара духат силни ветрове, които създават пясъчни бури. Характерни местни ветрове са гибли, самум и сарат в Алжир и Тунис, хамсин в Египет и шергуй в Мароко.

## Релеф

### Планини
В северозападната част на Африка, в държавите Алжир и Мароко, се издигат Атласките планини, които представляват границата между средиземноморския и пустинния климат. Най-високата им точка е връх Тубкал – 4165 m. Във вътрешността на Сахара се издигат 2 „островни“ планини – Ахагар в Алжир (с най-висока точка връх Тахат – 3003 m) и Тибести в Чад (с най-висока точка връх Еми Куси – 3415 m). Всички тези планини са с вулканичен произход.

### Типове пустиня
Около 1,2 млн. km² от Сахара е пясъчна пустиня, а останалата част е от камък и баластра. В Африка пясъчните пустини са познати под името ергове, каменистите като хамади, а баластрените, които се срещат в депресиите в Либия, като серири.

### Ерозивни форми
В алжирската част на хамадата се формират остеняци, създадени от раздвижването на пясъка нощно време. В Алжир тези форми се наричат „гур“. Много са и сухите речни долини, известни под името „уади“, корита на някогашни реки, които се пълнят с вода само при изключително интензивни валежи. В частите на пустинята, в които вятърът е по-силен, се образуват т.нар. „дефлационни котловини“. Една от най-големите дефлационни котловини в света се намира югоизточно от планината Тибести и заема площ от 90 хил. km².
Структурата Ришат, известна още като „окото на Сахара“, представлява 50-километрово геоложко образувание с формата на вихър. Наблюдаван от астронавтите от Международна космическа станция, наподобява око на бик или черупка на охлюв. Някога това геоложкото явление е смятано за ударен кратер, причинен от метеорит, но сега се счита от учените за ерозирал повдигнат участък от земната кора.

### Акумулативни форми
На местата, където подземната вода тече в близост до повърхността, например в депресия, се образуват солени езера. Те са много на брой и се срещат често, само в Алжир и Тунис са над 1000. На арабски се наричат шотове, като най-известните са Шот ал Джарид и Шот еш Шерги. Най-известните форми са дюните, някои от които достигат значителни размери (до 180 m) и барханите (сърповидни дюни), които се срещат най-често в Либийската пустиня. Барханите достигат височина от около 30 – 40 m. Сифът е друг вид дюна, характерен за Сахара, който се образува при вятър с променлива посока и скорост.

## Води
Най-голямата и единствената постоянна река в Сахара е Нил. Тя преминава през Судан и Египет и се влива в Средиземно море чрез делта. При избликване на подземни води на повърхността се образуват оазиси, които са обкръжени от буйна растителност. Такива са Бахария, Дакла и Сива в Египет, Куфра в Либия, Тидикепт и Гурара в Алжир. Много са и солените езера – шотове, които се срещат най-често в Алжир и Тунис. Най-известните са Шот ал Джерид, Шот еш Шерги и Шот ал Ходна. В коритата на някогашни реки, известни като уади, понякога има временен воден поток при силни дъждове.

## Почви
Почвите в голяма част от пустинята Сахара са характерни за тропическите и полупустини (чакъл и пясък). Те имат ниско съдържание на органични вещества и почвените слоеве са слабо изразени. В някои области има азотфиксиращи бактерии, но основно почвата е биологично неактивна. По краищата на пустинята почвите съдържат високи концентрации на органични вещества, в долините често почвата е солена. Наличието на несвързани карбонати показва ниската степен на излужване. В северозападната части на пустинята са разпространява основно плътни варовикови слоеве, вариращи от няколко сантиметра до 2,1 метра, които са свързани с основните варовикови скали.
В резултат на пренебрежителното отношение към растителността и обработката на песъчливите почви, подвижните пясъци заемат мястото на оазисите. През 1974 г. Алжир стартира проект на „зелена стена“, по време на който в протежение на 1500 km са засадени заградителни линии от евкалипти и други дървета.

## Флора и фауна
Флората на Сахара наброява около 1200 вида. Типът растителност зависи от водните ресурси в отделните части. В крайбрежните райони на Сахара, по бреговете на Средиземно море и Атлантическия океан, растат храсти, като гариг и маквиси. В сухите области растат само сухолюбиви растения и лишеи. В подножията на планините Ахагар и Тибести виреят палми и подобни растения, а понякога във влажните области около бреговете на солените езера растат халофитни растения. В най-сухите части не се развива никакъв живот, защото условията там са непоносими за всички форми на живот.
Въпреки негостоприемността на средата си, Сахара е дом на много животински видове, които са се приспособили към начина на живот в пустинята. Най-много са едногърбите камили, козите и скорпионите. В Сахара живеят три от видовете на пустинната лисица (фенек) и малки бозайници, като например семейство гризачи, известно като дамани. Каменистата пустиня е среда на живот за няколко вида отровни змии. Характерни обитатели на пустинята са и антилопата адакс, чакали, хиенови кучета и гепарди. Тук живеят и газели и щрауси (някога огромен брой), но днес се срещат рядко.

## Геология
Образуването на пустинята Сахара е част от процес, започнал преди повече от 8000 години, когато почвата в този район била все още плодородна. Някои от плодородните райони днес се напояват от подземни реки и водни басейни.
Според проучването на сателитни снимки, направени на Сахара, някои учени правят изводи, че пустинята редовно се свива и разширява. В началото на 80-те години южният край на Сахара стигал до Сахел – суха ивица, разделяща пясъците от саваната. Но в средата на 80-те този район бил влажен и покрит със зеленина. Непрекъснато се правят изкуствени канали и се разсаждат растения, за да се спре разпростирането на пясъците.
Сахара е разположена на Сахарската плоча – северозападната част на старата Африканска платформа. В централната част на плочата, от запад на изток, преминава Централносахарската зона на възвишение, на чиято повърхност е докамбрийски фундамент: Регибатския масив, на запад отделен от Танезруфската деформация от платото Ахагар, състоящо се от редуващи се хорстове и грабени. По на изток се намират масивите Тибести, Ел Увейнат, Ел Еглаб, както и западния ръб на Нубийско-Арабската плоча (хребета Етбай).
На север и юг от зоната на възвишение се намират Северосахарската и Южносахарската зони на потъване – места в платформата, запълнени с фанерозойски седиментни скали. До средата на креда, в тези зони се натрупват континенталните пластове, които по-късно (в края на креда – началото на палеогена) са покрити от морски седименти (в южната част морските седименти са по-слабо натрупани). През олигоцена морето се оттегля, и старите масиви (особено Ахагар и Тибести) се издигат значително. В южносахарската зона на потъване също така са разположени плоската синеклиза Таудени, грабена Гао и Мали-Нигерската синеклиза.
Благодарение на стабилността на платформата по време на палеозойската ера, тя остава хоризонтална и почти без промяна. В повечето райони на Сахара образуванията са покрити от мезозойски седименти, с които са свързани много важни водоносни хоризонти. В северната част на пустинята тези образувания са свързани и с продълговати падини и басейни: от оазисите на запад от Египет до шотовете (падини) на Алжир. Пропадането на платформата в южната част на пустинята създава големи басейни, заети от кайнозойски езера (като голямото езеро Чад и групата езера Унианга-Серир).
На територията на Сахара има богати находища на нефт и природен газ (Сахарският нефтен басейн, включително находището Хаси-Месауд), желязна руда (Кедиет Иджил) и медна руда (Акжужт). Залежите на злато, волфрам, уран и други редки метали са свързани с докамбрийския фундамент.

## История
През неолитната ера, преди началото на превръщането на Сахара в пустиня около 9500 г. пр.н.е., централен Судан е среда, поддържаща голямо население, живеещо на места, които сега са безплодна пустиня, като Уади ел Кааб. Към 5-ото хилядолетие пр.н.е., хората, обитаващи Нубия, водят уседнал начин на живот с домашни животни и отглеждане на растения. Скални рисунки в Сахара на едър рогат добитък и пастири предполагат присъствието на култ към добитъка, като тези, намерени в Судан. Мегалитите, открити в Набта Плая, са явни примери за вероятно първите в света известни археоастрономически съоръжения, предхождащи Стоунхендж с около 2000 години. Сложното общество там вероятно е в основата на структурата на двете неолитни общества в Набта и Старото царство на Египет.
Към 6000 г. пр.н.е. населението в югозападната част на днешен Египет отглежда добитък и изграждат селища с големи сгради. Препитанието в организираните и постоянни селища по времето на преддинастичен Египет по средата на 6-о хилядолетие пр.н.е. е съсредоточено предимно върху зърнените култури и селскостопанските животни: говеда, кози, свине и овце. Метални предмети заменят каменните. Щавенето на кожи, грънчарството и тъкачеството са рядкост. Съществуват следи за сезонно или кратковременно заселване на Фаюм през 6-о хилядолетие пр.н.е., с дейности съсредоточени около лова, риболова и събирането на храна. През тази епоха често се срещат каменни ножове, остриета на стрели и стъргала. Погребалните предмети включват керамични съдове, бижута, земеделски и риболовни пособия и разнообразни храни, включително сушено месо и плодове. Мъртвите са погребвани с лице на запад.
Към 3400 г. пр.н.е. Сахара вече е толкова суха, колкото и в днешно време, поради намаленото ниво на валежи и високите температури, произтичащи от промяната в орбитата на Земята. Пустинята до голяма степен се превръща в непроходима бариера за хората, разпръснати в селища около оазисите и с малко търговия през самата нея. Единственото голямо изключение е Нилската долина. Нил обаче е непроходим с праговете си и това затруднява контактите с лодки.
Хората от Финикия, която процъфтява в периода 1200 – 800 г. пр.н.е., създават конфедерация от колонии по бреговете на Сахара. Те обикновено се заселват по брега на Средиземно море, както и в самата Сахара – сред населението на Древна Либия, които са предците на съвременните хора, говорещи берберски езици в днешна Северна Африка и Сахара, включително туарегите в централната Сахара.
Финикийската азбука изглежда е възприета от древните либийци от Северна Африка, и в съвременността берберски говорещите туареги от централна Сахара все още използват подобна писменост, наречена тифинаг.
Някъде между 633 и 530 г. пр.н.е., Ханон Мореплавателя основава или разраства съществували преди това финикийски колонии в Западна Сахара, но техните руини са изчезнали почти напълно.
Около 500 г. пр.н.е., в пустинята се появяват и древните гърци. Гръцките търговци търгуват по протежение на източното крайбрежие на пустинята, създават търговски колонии брега на Червено море. Картагенците проучват атлантическото крайбрежие на пустинята, но теченията там, както и липсата на пазари, довеждат до отказа им от пътувания по на юг от съвременно Мароко. Така новопоявилите се централизирани държави заемат северния източния края на пустинята, но като цяло тя остава извън контрола им. Набезите на номадските берберски народи от пустинята са постоянна грижа на тези, които живеят по краищата ѝ.
По това време (около 500 г. пр.н.е.) се появява и цивилизация в сърцето на пустинята, гарамантите – в котловина, която днес е известна като Уади ал Аджал, в областта Фезан, Либия. Гарамантите развиват цивилизацията си, като копаят тунели в планините около котловината, за да използват подземните води и да го отведат до нивите си. Населението им скоро нараства и те постепенно завладяват съседните племена, превръщайки ги в роби (които са използвани за работа по разширяването на тунелите). Древните гърци и римляните познават гарамантите и се отнасят към тях като нецивилизовани номади. Въпреки това те търгуват с гарамантите и в Гарама, столицата на цивилизацията, дори е открита римска баня. Археолозите откриват осем големи града и много други населени места на територията на гарамантите. Тяхната цивилизация в крайна сметка се разпада, след като наличната вода на водоносните хоризонти е изчерпана и не може да поддържа броя на населението и усилията за добиването ѝ са неефективни.

### Ислямска експанзия
От 5 до 7 век Византия налага властта си над северните брегове на Сахара. След мюсюлманското завоевание на Арабия (Арабския полуостров), в средата на 7 век започва мюсюлманското нашествие в Северна Африка. Ислямското влияние се разширява бързо в Сахара. До края на 641 г. цялата територия на Египет вече е в мюсюлмански ръце. Търговията през пустинята се увеличава, в това число и транссахарската търговия с роби. Изчислено е, че от 10 до 19 век на север са транспортирани около 6000 до 7000 роби ежегодно. Тази търговия през Сахара продължава няколко века, до развитието на каравелите в Европа, първите от които са от Португалия, а после възприети от всички държави в Западна Европа. Те позволяват по-продължително плаване около пустинята и директно достигане на източника на роби в Гвинея. Сахара бързо е изолирана.
До 19 век, когато започва европейската колонизация, по-голямата част от днешните Египет, Либия и Судан са владение на Османската империя.
След ислямското завоевание се развива транссахарската търговия. Царствата в Сахел, най-вече Ганайската империя и после Малийската империя забогатяват поради износа на злато и сол към Северна Африка. Емирствата по средиземноморския бряг изпращат производствени стоки и коне. От самата Сахара се добива сол. По време на процеса селищата в оазисите се превръщат в търговски центрове. През пустинята се транспортират и роби. Търговията продължава няколко века и секва при появата на каравелата, която може да заобиколи пустинята по море и да пренася стоки направо от Гвинея до Европа и Северна Африка.
През 16 век държавите в северната периферия на Сахара (крайбрежните части на съвременните държави Алжир и Тунис, както и някои части на днешна Либия), заедно с полуавтономната египетска държава, са заети от Османската империя. От 1517 г. Египет е важна част от Османската империя – владението осигурява на османците контрол над Нилската долина, над източното Средиземноморие и Северна Африка. Ползата от Османската империя е свободата на движение на граждани и стоки. Османските сухопътни маршрути са използвани за търговия на подправки, злато и коприна от Изток, стоки от Европа, както и роби и злато от Африка. Арабският се налага като местен език и ислямската култура се засилва. В Региона Сахел и южните части на Сахара се оформят няколко независими държави на туарегски кланове.

### Европейски колониализъм
Европейският колониализъм в Сахара започва през 19 век. Франция завладява регентство Алжир от османците през 1830-те години и френското управление се разпространява на юг от Алжир и източно от Сенегал по горното течение на река Нигер, като постепенно включва днешните Алжир, Чад, Мали (тогава Френски Судан) с Тимбукту, Мавритания, Мароко (1912 г.), Нигер, Тунис (1881). Към началото на 20 век, транссахарската търговия постепенно запада, тъй като стоките се превозват чрез по-модерни и ефективни средства като самолети, отколкото с камили през пустинята.
Френската колониална империя е доминиращата в Сахара. Тя основава редовни въздушни връзки от Тулуза (седалище на авиокомпанията Aéropostale) до Оран и през Хогар до Тимбукту, и на запад Бамако и Дакар, както и транссахарски автобусни линии, управлявани от La Companie Transsaharienne (основана през 1927 г.). Забележителен филм, заснет от известния авиатор капитан Рене Вотие документира първото преминаване на голям конвой камиони от Алжир до Чад, от другата страна на Сахара.
Египет, при управлението на Мохамед Али паша и неговите наследници, завладява Нубия в периода 1820 – 22 г., основава Хартум през 1823 г., и завладява Дарфур през 1874 г. Държавата, включваща днешен Судан, става британски протекторат през 1882 г. Египет и Великобритания губят контрол над Судан в периода 1882 – 1898 г. в резултат на въстанието на Махди. След залавянето му от британските войски през 1898 г., Судан става англо-египетски кондоминиум.
Испания завладява днешна Западна Сахара след 1874 г., въпреки че Рио де Оро остава в голяма степен под влияние на туарегите. През 1912 г. Италия отнема части от това, което е именувано тогава Османска Либия от османците. За насърчаване на римокатолическата религия в пустинята, папа Пий IX основава Апостолическа църква на Сахара и Судан през 1868 г.; по-късно през 19 век тя е реорганизирана.
Първи за независимост се преборва Египет, през 1922 г. Другите страни стават независими в периода между 1951 и 1975 г.

## Население
Поради лошите условия за живот Сахара е слабо населена. Общо в пустинята живеят около 2 милиона души, основно в оазисите и в близост до тях. Най-много са берберите, туарегите, коптите и бедуините. Най-големите градове на всички държави в областта на Сахара са разположени по крайбрежията на Средиземно море и Атлантическия океан.
Въпреки че територията на Сахара е сравнима по големина с тази на САЩ, плътността на населението (включително долината на Нил) се изчислява на едва 0,4 д./km² (общо 2,5 млн. души). Огромните пространства са незаселени, разпръснати селища има само покрай сигурните водоизточници и островите от растителност, способни да изхранят стадата.
В доисторическите времена Сахара е била по-плътно населена. Каменни артефакти, вкаменелости и скална живопис, които са широко разпространени в различни региони, освен най-сухите, свидетелстват за присъствието както на хора, така и на диви животни, включително антилопи, биволи, жирафи, слонове, носорози и брадавичести свине. Костените харпуни, местата на концентрация на рачешки и рибешки фосили, както и останки от крокодили и хипопотами свидетелстват за съществуването на доисторически селища по бреговете на древни езера.
След появата на опитомения добитък на територията на Сахара преди около 7 хиляди години, в някои групи скотоводството започва да доминира над лова и риболова. Родствените на берберите или загавите народи от нигерския регион Тенере например се занимават с развъждането на едър рогат добитък. Появата на овце и кози е свързано вероятно с народите от североизточна Африка и представителите на Капсийската култура. Зараждането на земеделието се отнася към периода преди около 6 хиляди години, когато в Египет започват да отглеждат ечемик и лимец. Тези селскостопански култури очевидно идват от Азия: свидетелства за облагородяването на местни африкански растения са открити първо в керамични изделия, открити на територията на днешна Мавритания. Тези изделия са датирани към 1000 г. пр.н.е. и се приписват на племето хангара, предци на съвременния народ сонинке.
Появата на селското стопанство и домашните животни довежда до специализация при много народи в Сахара и установяването на икономически връзки между близко разположени селища. Започва да се развива външната търговия: медта от Мавритания достига до средиземноморските цивилизации от епохата на бронзовия век още през второто хилядолетие пр.н.е. Търговията се засилва с появата на сахарските цивилизации от желязната епоха през I век пр.н.е., включително цивилизацията с център в Нубия.
Подвижността на номадите народи спомага за участието им в Транссахарската търговия. Превръщането на Сахара в пустиня е отразено в прехода на търговците от коне и едър рогат добитък към камили. Макар че камили са използвани в Египет още през 6 век пр.н.е., началото на доминирането им в Сахара се отнася едва към 3 век пр.н.е. Жителите на сахарските оазиси са подлагани на нападения на санхаджи (берберски клан) и други номадски племена, много от които се укриват в пустинята от анархията и войните в края на римското управление в Северна Африка. Голяма част от другите жители на оазисите, включително харатините, са превърнати в роби от номадите. Разпространението на исляма в Северна Африка между 7 и 11 век принуждава различни групи бербери да потърсят укритие в пустинята, желаещи да съхранят традиционните си вярвания. Разпространилият се по търговските пътища ислям става основната религия в региона.
Въпреки значителното си културно разнообразие, народите в Сахара в по-голямата си част са скотовъдци, земеделци или занаятчии. Скотовъдството, донякъде номадско, е разпространено в крайните райони, в предпланините и в малко по-влажните западни райони на пустинята. Едър рогат добитък се развъжда покрай южната част, граничеща със Сахел, в самата пустиня се развъждат кози, овце и камили. Основните групи скотовъдци са регейбат в северозападната и чаамба в северната част на алжирска Сахара. Големи миграции се провеждат в периодите на засушаване, в търсене на пасбища. Известните със своята войнственост туареги имат матриархално общество и жените в него, въпреки изповядването на исляма, имат голяма свобода. Мавританските групи в западната част по-рано са били обединени в племенни съюзи. Народът теда от района на Тибести и южните му граници се занимава предимно с развъждането на камили. Представителите на народа са известни с физическата си издръжливост.